# Andrzej Domanasiewicz
Andrzej Domanasiewicz (ur. 1934 w Jarosławiu, zm. 7 lipca 2012 w Krakowie) – polski malarz, konserwator zabytków i historyk sztuki.

## Życiorys
Dzieciństwo spędził we Lwowie, gdzie przeżył II wojnę światową i uczęszczał do szkoły powszechnej, kończąc IV klasę.
Ojciec Michał, z zawodu inżynier, w 1920 r. walczył w armii ochotniczej gen. Józefa Hallera, naczelnik Oddziału Drogowego Polskich Kolei Państwowych w Brodach, w 1938 odznaczony srebrnym Krzyżem Zasługi za zasługi w służbie PKP.
Matka Sabina z Kleczkowskich uczestniczyła w obronie Lwowa w 1918 r.
Obydwoje rodzice oraz starszy brat Zbigniew, student Politechniki Lwowskiej, zmarli podczas okupacji Lwowa w trakcie II wojny światowej.
Wysiedlony ze Lwowa wiosną 1946, wraz z ciotką Anną Janelli i dwiema siostrami, zamieszkał u rodziny w Krakowie.
Naukę szkolną kontynuował w krakowskiej Szkole Ćwiczeń przy Państwowej Wyższej Szkole Pedagogicznej (obecnie Uniwersytet Pedagogiczny) w latach 1946-48, następnie w IV Gimnazjum i Liceum Ogólnokształcącym im. Henryka Sienkiewicza oraz III Gimnazjum i Liceum Ogólnokształcącym (obecnie II Liceum Ogólnokształcące) im. Jana III Sobieskiego. W szkole średniej kontynuował też rozpoczęte we Lwowie kształcenie muzyczne (fortepian).
W latach 1951-54 studiował Historię Sztuki na Uniwersytecie Jagiellońskim. Oprócz tego, studiował również na Akademii Sztuk Pięknych w Krakowie, na której ukończył kolejno: Wydział Konserwacji Dzieł Sztuki – dyplom pod kierunkiem prof. Józefa Dutkiewicza w 1958 r. oraz Wydział Malarstwa – dyplom w pracowni prof. Emila Krchy w 1961 r.
Na studiach poznał Marię Dayczak-Domanasiewicz, podobnie jak on lwowiankę, historyka sztuki i konserwatora zabytków, którą poślubił w 1958 r. i z którą związał swój los już do końca życia.
W 1958 r. został członkiem Związku Polskich Artystów Plastyków, a w 1961 – Towarzystwa Przyjaciół Sztuk Pięknych w Krakowie. W 1964 wszedł w skład Zarządu Sekcji Konserwacji Dzieł Sztuki ZPAP oraz Komisji Artystycznej Zakładów ZPAP Okręgu Kraków. Był ponadto rzeczoznawcą artystycznym d.s. konserwacji w Zakładach Artystycznych ARA.
Od wczesnych lat szkolnych czynny w Związku Harcerstwa Polskiego, w szczepie „Huragan”.
Wraz z przyjaciółmi z harcerstwa i krakowskiej Szkoły Ćwiczeń (m.in. Jerzym Parzyńskim, Wincentym Cieślewiczem, Andrzejem Maneckim i Januszem Orkiszem) uprawiał różnorodne dyscypliny sportu: koszykówkę, kolarstwo oraz szczypiorniak.
W sezonie 1951/52 był koszykarzem Wisły Kraków.

## Praca zawodowa
W latach studiów Andrzej Domanasiewicz pracował w redakcji Echa Krakowa jako grafik i opiekun świetlicy.
W latach 1956-63 był zatrudniony jako plastyk-dekorator w Klubie Międzynarodowej Prasy i Książki w Nowej Hucie. W ramach tej pracy – przy wsparciu krakowskiego Biura Wystaw Artystycznych i RSW „Prasa” – zorganizował wiele wystaw zbiorowych i indywidualnych artystów krajowych i zagranicznych: grafików krakowskich, Nikifora (1957), Grupy Krakowskiej (1959), malarstwa amerykańskiego XX w. (reprodukcje), fotografii i zbiorów etnograficznych z Afryki Stanisława Mycielskiego (1959), fotografii jugosłowiańskiej, amerykańskiej (1961) i wiele innych.
Podejmował prace w zakresie grafiki książkowej (np. dowcipne ilustracje do pierwszego wydania „Obozu harcerskiego” Jerzego Parzyńskiego) oraz reklamy (projekt neonu wieńczącego siedzibę nowohuckiego Klubu MPiK przy Placu Centralnym).

## Działalność konserwatorska
Głównym dziełem Andrzeja Domanasiewicza w dziedzinie konserwacji malarstwa ściennego jest przeprowadzona w kilku fazach konserwacja renesansowych malowideł wnętrza kościoła pod wezwaniem Św. Krzyża w Krakowie, zapoczątkowana pracą dyplomową pod kierunkiem prof. Józefa Dutkiewicza.
Do innych jego realizacji należą prace w krakowskich wnętrzach mieszczańskich (Rynek 10, ul. Grodzka 38), Sukiennicach, kawiarni „Stare Mury”, a także w kościele parafialnym w Olkuszu oraz w kaplicy Matki Boskiej Częstochowskiej na Jasnej Górze.

## Twórczość artystyczna
W malowidłach Andrzeja Domanasiewicza można dostrzec fascynację „wiecznie żywym” kubizmem, której owocami są niektóre pejzaże i „wnętrza”. W innych obrazach wyczuwa się ruch w kierunku ekspresjonizmu, czytelny np. w mrocznych, quasi portretowych wizerunkach, oraz w aluzyjnych wyobrażeniach sakralnych (Zdjęcie z Krzyża?). W technice rysunku zauważalne są z kolei echa postimpresjonizmu.
W sztuce tej widać sprawne posługiwanie się językiem form, jaki dominował w późnych latach pięćdziesiątych i wczesnych sześćdziesiątych na krakowskiej Akademii Sztuk Pięknych w pracowniach Emila Krchy (u którego robił dyplom), Jerzego Fedkowicza, Wacława Taranczewskiego, Adama Marczyńskiego i niektórych innych współczesnych artystów, należących do tutejszego środowiska. Można też wyczuć analogiczny, poważny sposób podejścia do dzieła sztuki i zadań malarza.
Andrzej Domanasiewicz podejmował głównie klasyczne tematy: pejzaże, wnętrza pracowni z aktem, tworzył swoiste malarskie refleksje na temat architektury, oscylujące między obserwacją rzeczywistości, a fantastyką. Kreacje te cechuje generalnie swoisty klasycyzm czytelny w wystudiowanej kompozycji, harmonijnej kolorystyce, jak i w poważnym traktowaniu twórczości plastycznej.
W dniach 19 stycznia – 12 lutego 2016 w galerii „4 ściany” Wydziału Konserwacji i Restauracji Dzieł Sztuki Akademii Sztuk Pięknych w Krakowie przy ul. Lea 29 odbyła się wystawa malarstwa i rysunku Andrzeja Domanasiewicza.
Pochowany na cmentarzu Batowickim w Krakowie (kw. CXc-płn.-7).

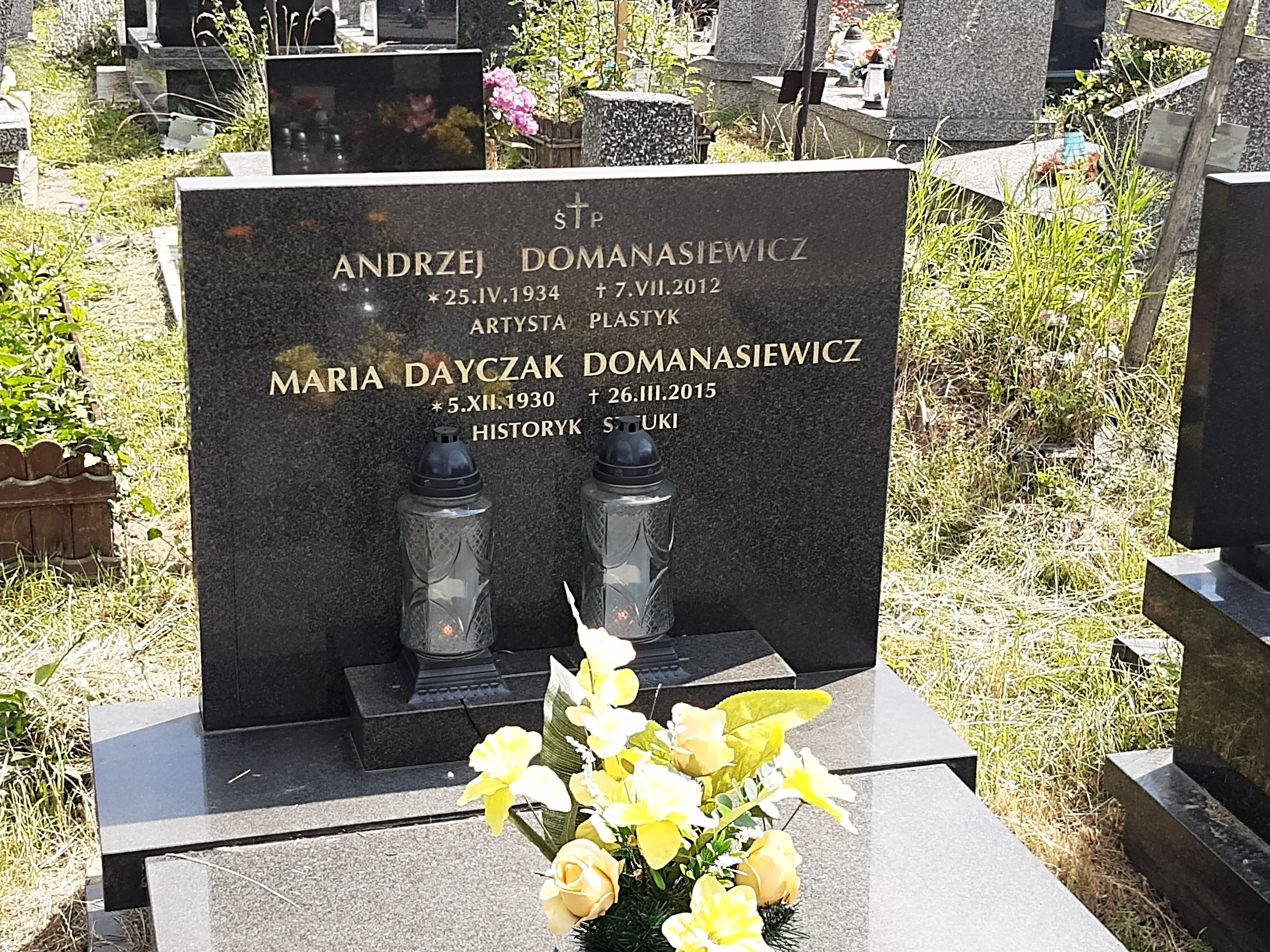
Grób Andrzeja Domanasiewicza na Cmentarzu Prądnik Czerwony